# Пітт-Медовс
Пітт-Медовс (англ. Pitt Meadows) — місто в Канаді, у провінції Британська Колумбія, у складі регіонального округу Метро-Ванкувер.

## Населення
За даними перепису 2016 року, місто нараховувало 18573 особи, показавши зростання на 4,7%, порівняно з 2011-м роком. Середня густина населення становила 214,7 осіб/км².
З офіційних мов обидвома одночасно володіли 1 425 жителів, тільки англійською — 16 910, тільки французькою — 5, а 230 — жодною з них. Усього 3335 осіб вважали рідною мовою не одну з офіційних, з них. 30 — українську.
Працездатне населення становило 69,4% усього населення, рівень безробіття — 5% (4,8% серед чоловіків та 5,2% серед жінок). 88,4% осіб були найманими працівниками, а 10,3% — самозайнятими.
Середній дохід на особу становив $49 080 (медіана $39 768), при цьому для чоловіків — $59 446, а для жінок $39 459 (медіани — $50 793 та $31 715 відповідно).
33,5% мешканців мали закінчену шкільну освіту, не мали закінченої шкільної освіти — 14,4%, 52,1% мали післяшкільну освіту, з яких 33,9% мали диплом бакалавра, або вищий, 75 осіб мали вчений ступінь.
| Статево-вікова структура населення | Статево-вікова структура населення | Статево-вікова структура населення | Статево-вікова структура населення | Статево-вікова структура населення |
| ---------------------------------- | ---------------------------------- | ---------------------------------- | ---------------------------------- | ---------------------------------- |
|                                    |                                    |                                    |                                    |                                    |
| Всього                             | Всього                             | 48,7%51,3%                         |                                    |                                    |
| 0 — 14 років                       | 0 — 14 років                       |                                    | 17,1%                              | 17,1%                              |
| 15 — 64 років                      | 15 — 64 років                      |                                    | 67,2%                              | 67,2%                              |
| 65 і більше                        | 65 і більше                        |                                    | 15,7%                              | 15,7%                              |
| 85 і більше                        | 85 і більше                        |                                    | 1,6%                               | 1,6%                               |
| Середній вік (років)               | Середній вік (років)               | 39,942,0                           | 41,0                               | 41,0                               |
| Медіана (років)                    | Медіана (років)                    | 41,043,5                           | 42,3                               | 42,3                               |
| — чоловіки — жінки                 |                                    |                                    |                                    |                                    |

| Походження мешканців:     | Походження мешканців:     | Походження мешканців: | Походження мешканців: | Походження мешканців: |
| ------------------------- | ------------------------- | --------------------- | --------------------- | --------------------- |
| Походження                |                           |                       | осіб                  | %                     |
| Корінні американці        | Корінні американці        |                       | 730                   | 3.96%                 |
| Інше північноамериканське | Інше північноамериканське |                       | 4 315                 | 23.41%                |
| Європейське               | Європейське               |                       | 13 850                | 75.15%                |
| британське                | британське                |                       | 9 730                 | 52.79%                |
| французьке                | французьке                |                       | 1 685                 | 9.14%                 |
| українське                | українське                |                       | 1 090                 | 5.91%                 |
| Латинськоамериканське     | Латинськоамериканське     |                       | 335                   | 1.82%                 |
| Карибське                 | Карибське                 |                       | 115                   | 0.62%                 |
| Африканське               | Африканське               |                       | 315                   | 1.71%                 |
| Азійське                  | Азійське                  |                       | 3 220                 | 17.47%                |
| Океанійське               | Океанійське               |                       | 160                   | 0.87%                 |

| Зайнятість населення за галузями (за класифікацією NOC): | Зайнятість населення за галузями (за класифікацією NOC): | Зайнятість населення за галузями (за класифікацією NOC): | Зайнятість населення за галузями (за класифікацією NOC): | Зайнятість населення за галузями (за класифікацією NOC): |
| -------------------------------------------------------- | -------------------------------------------------------- | -------------------------------------------------------- | -------------------------------------------------------- | -------------------------------------------------------- |
|                                                          |                                                          |                                                          |                                                          |                                                          |
| Управління                                               | Управління                                               |                                                          | 13%                                                      | 13%                                                      |
| Бізнес, фінанси та адміністрування                       | Бізнес, фінанси та адміністрування                       |                                                          | 17,1%                                                    | 17,1%                                                    |
| Природничі та прикладні науки                            | Природничі та прикладні науки                            |                                                          | 5,6%                                                     | 5,6%                                                     |
| Охорона здоров'я                                         | Охорона здоров'я                                         |                                                          | 5,9%                                                     | 5,9%                                                     |
| Освіта, правозахист, муніципальні та урядові служби      | Освіта, правозахист, муніципальні та урядові служби      |                                                          | 11,8%                                                    | 11,8%                                                    |
| Мистецтво, культура, відпочинок та спорт                 | Мистецтво, культура, відпочинок та спорт                 |                                                          | 2,7%                                                     | 2,7%                                                     |
| Роздрібна торгівля та послуги                            | Роздрібна торгівля та послуги                            |                                                          | 20,9%                                                    | 20,9%                                                    |
| Гуртова торгівля, транспорт та обладнання                | Гуртова торгівля, транспорт та обладнання                |                                                          | 17,3%                                                    | 17,3%                                                    |
| Природні ресурси, сільське господарство                  | Природні ресурси, сільське господарство                  |                                                          | 2,4%                                                     | 2,4%                                                     |
| Виробництво                                              | Виробництво                                              |                                                          | 3,4%                                                     | 3,4%                                                     |

## Клімат
Середня річна температура становить 10,2°C, середня максимальна – 21,2°C, а середня мінімальна – -2,2°C. Середня річна кількість опадів – 1 980 мм.
| Клімат поселення                              | Клімат поселення | Клімат поселення | Клімат поселення | Клімат поселення | Клімат поселення | Клімат поселення | Клімат поселення | Клімат поселення | Клімат поселення | Клімат поселення | Клімат поселення | Клімат поселення | Клімат поселення |
| Показник                                      | Січ.             | Лют.             | Бер.             | Квіт.            | Трав.            | Черв.            | Лип.             | Серп.            | Вер.             | Жовт.            | Лист.            | Груд.            |                  |
| Середній максимум, °C                         | 7,60             | 9,54             | 11,78            | 14,36            | 17,62            | 20,31            | 20,82            | 21,19            | 18,38            | 13,60            | 9,33             | 6,18             |                  |
| Середня температура, °C                       | 2,69             | 4,62             | 6,89             | 9,44             | 12,70            | 15,40            | 17,61            | 17,97            | 15,15            | 10,40            | 6,11             | 2,98             |                  |
| Середній мінімум, °C                          | −2,22            | −0,29            | 1,98             | 4,53             | 7,80             | 10,50            | 14,40            | 14,76            | 11,94            | 7,20             | 2,90             | −0,24            |                  |
| Норма опадів, мм                              | 277              | 182              | 175              | 153              | 125              | 96               | 65               | 62               | 89               | 202              | 312              | 242              |                  |
| Середньомісячна швидкість вітру, м/с          | 3.15             | 3.03             | 3.15             | 2.96             | 2.85             | 2.86             | 2.78             | 2.54             | 2.30             | 2.53             | 3.12             | 3.20             |                  |
| Середньомісячна сонячна радіація, кДж/м²·день | 3100             | 6064             | 9880             | 14874            | 18503            | 19915            | 21224            | 18302            | 13094            | 7021             | 3515             | 2418             |                  |
| --------------------------------------------- | ---------------- | ---------------- | ---------------- | ---------------- | ---------------- | ---------------- | ---------------- | ---------------- | ---------------- | ---------------- | ---------------- | ---------------- | ---------------- |
| Джерело:                                      |                  |                  |                  |                  |                  |                  |                  |                  |                  |                  |                  |                  |                  |